# Double Curtain Glacier
Double Curtain Glacier är en glaciär i Antarktis. Den ligger i Östantarktis. Nya Zeeland gör anspråk på området. Double Curtain Glacier ligger 313 meter över havet.
Terrängen runt Double Curtain Glacier är bergig åt sydost, men åt nordväst är den kuperad. Havet är nära Double Curtain Glacier åt sydost. Trakten är obefolkad. Det finns inga samhällen i närheten. 